# Ángel Ceña
José Ángel Ceña Tutor (Soria, 24 de octubre de 1967) es un funcionario y político español conocido por ser el candidato de Soria ¡Ya! a la presidencia de la Junta de Castilla y León en las elecciones autonómicas de 2022, donde el partido obtuvo 3 de los 5 procuradores que se elegían por la circunscripción de Soria.

## Biografía
Ángel Ceña nació en la ciudad de Soria el 24 de octubre de 1967. Cursó la educación primaria en la escuela de los escolapios y los estudios secundarios en el IES Antonio Machado, ambas instituciones en la capital soriana. Más tarde se licenció en Derecho y en Historia por la Universidad de Valladolid, en la capital de la recientemente creada comunidad autónoma de Castilla y León.

### Carrera profesional
En 1993 aprobó unas oposiciones para ser funcionario de la Junta de Castilla y León, trabajo que ha desempeñado desde entonces hasta su actual puesto de jefe de la inspección de transportes.

### Carrera política
Ángel Ceña empezó a colaborar con la plataforma Soria ¡Ya! en marzo de 2019, a raíz de la conocida como «La Revuelta de la España Vaciada», una manifestación que tuvo lugar en Madrid el 31 de marzo de 2019 en la que varias organizaciones de la llamada España vaciada como Soria ¡Ya! o Teruel Existe lograron reunir a entre 50.000 y 100.000 personas para denunciar la situación.
Entre 2020 y 2021, la plataforma realizó numerosas manifestaciones tanto contra el Gobierno de España con motivo de la fiscalidad en España como contra la Junta de Castilla y León por la atención sanitaria en la provincia de Soria. Ángel Ceña ha sido un participante activo en estos actos de la plataforma.
Con el anuncio por parte del presidente de la Junta, Alfonso Fernández Mañueco, del adelanto electoral de cara a las elecciones a las Cortes, la plataforma Soria ¡Ya! declinó unirse al proyecto de partido político que iba a presentar la plataforma de la España Vaciada y presentarse a las elecciones como agrupación de electores por primera vez en 21 años. Fue elegido para encabezar la lista electoral en una asamblea entre unas 30 personas.